# Pontage
Pour les articles homonymes, voir Pontage (batterie).
Le pontage est une technique chirurgicale datant des années 1960 permettant de contourner les régions sténosées (ou rétrécies) des artères. Le pont est le résultat du pontage. La jonction entre le « pont » et l'artère jugée saine s'appelle l'anastomose.
Suivant la localisation, on parle de :
- pontage coronarien ;
- pontage fémoral ;
- pontage axillaire ;
- pontages rénaux…

## Matériels utilisés
Le pont peut être fait à l'aide d'une artère propre du patient, notamment depuis une artère mammaire. Elle peut être utilisé en « mode natif », l'extrémité de l'artère étant abouchée (ou anastomosée) en aval du rétrécissement. Elle peut être utilisée en « greffon libre » : l'artère utilisée est sectionnée et abouchée en amont et en aval de la sténose.
Il peut être fait à l'aide d'une veine saphène, prélevée au niveau d'une jambe et retournée (afin d'éviter le système valvulaire de la veine). Cette dernière est utilisée en greffon libre.
Pour des artères de calibre important (artère fémorales ou iliaques), un tube en matériel synthétique (téflon, gore-tex, dacron) peut être utilisé. 

## Techniques alternatives
Le rétrécissement artériel peut être traité par angioplastie au ballon, avec pose éventuelle d'un stent (petit ressort empêchant la resténose du vaisseau).
Dans certains cas (essentiellement pour l'artère carotide), le rétrécissement artériel peut être traité par un curage chirurgical de la plaque d'athérome (endartériectomie).